# Istituto internazionale di statistica

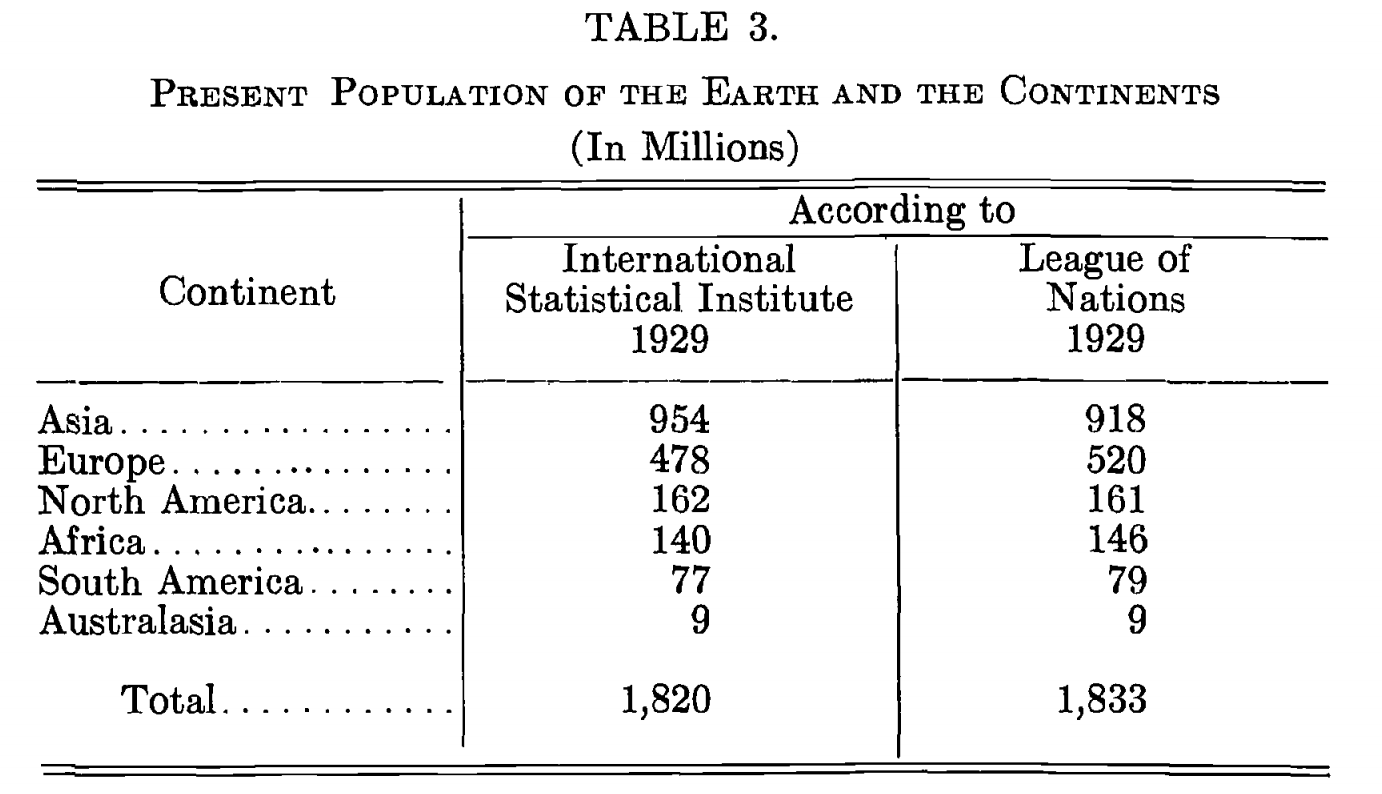
1929 Confronto di stima della popolazione mondiale di ISI e League of Nations

L'Istituto internazionale di statistica (IIS)  è stato creato a Londra il 24 giugno 1885 ed è organizzato in sezioni. Come primo segretario generale dell'IIS fu nominato Luigi Bodio, successivamente nominato presidente (1909-1920) dell'IIS. Il primo congresso venne organizzato nel 1853 (su iniziativa di Adolphe Quetelet), prima della formale creazione dell'istituto stesso.
Obiettivi dell'IIS è lo sviluppo e il miglioramento dei metodi statistici e le loro applicazioni nel mondo, nel senso più ampio del termine.
In particolare cerca:
- di incoraggiare la cooperazione internazionale e l'associazione tra statistici, e lo scambio delle loro conoscenze e scoperte professionali;
- di promuovere l'integrazione internazionale della statistica, sviluppando relazioni mondiali tra società statistiche e altre organizzazioni ufficiali e non ufficiali che hanno interessi in ambito statistico;
- di contribuire al miglioramento dell'educazione statistica e di promuovere la formazione in statistica;
- di far progredire gli studi in statistica teorica, valutare metodi e pratiche statistiche, incoraggiare la ricerca statistica e di promuovere l'applicazione del metodo statistico in tutti i campi rilevanti;
- di promuovere l'uso dei metodi statistici più appropriati in tutti i paesi;
- di promuovere la confrontabilità internazionale dei dati statistici.

## Sezioni dell'IIS
- Bernoulli Society for Mathematical Statistics and Probability
- International Association of Survey Statisticians
- International Association for Statistical Computing
- International Association for Official Statistics
- International Association for Statistical Education
- Irving Fisher Society for Financial and Monetary Statistics
- The International Environmetrics Society

## Presidenti dell'IIS
- 1885-1899: Rawson W. Rawson
- 1899-1908: Karl von Inama-Sternegg
- 1909-1920: Luigi Bodio
- 1923-1931: Albert Delatour
- 1931-1936: Friedrich Zahn
- 1936-1947: Armand Julin
- 1947-1953: Stuart A. Rice
- 1953-1960: Georges Darmois
- 1960-1963: Marcello Boldrini
- 1963-1967: Harry Campion
- 1967-1971: William G. Cochran
- 1971-1975: Petter Jakob Bjerve
- 1975-1977: Milos Macura
- 1977-1979: Calyampudi Radhakrishna Rao
- 1979-1981: Edmond Malinvaud
- 1981-1983: Enrique Cansado
- 1983-1985: James Durbin
- 1985-1987: Sigeiti Moriguti
- 1987-1989: Ivan P. Fellegi
- 1989-1991: Gunnar Kulldorff
- 1991-1993: Frederick Mosteller
- 1993-1995: Jayanta K. Ghosh
- 1995-1997: David R. Cox
- 1997-1999: Willem R. van Zwet
- 1999-2001: Jean-Louis Bodin
- 2001-2003: Dennis Trewin
- 2003-2005: Stephen M. Stigler
- 2005-2007: Neils Keiding
- 2007-2009: Denise Lievesley
- 2009–2011: Jef Teugels
- 2011-2013: Jae Chang Lee

## Congressi dell'IIS
Alcuni congressi tenuti dall'IIS:
- 1893: Chicago
- 1895: Berna -
- 1901: Budapest -
- 1903: Berlino -
- 1909: Parigi -
- 1911: L'Aia -
- 1925: Roma – dopo polemiche durate anni, una risoluzione adottata distingue tra campionamento casuale e campionamento ragionato
- 1933 - su iniziativa di K. Wikler viene istituita una commissione per la standardizzazione delle rappresentazioni grafiche in statistica
- 1975 - Varsavia -
- 1977 - Nuova Delhi -
- 1979 - Manila -
- 1981 - Buenos Aires -
- 1983 - Madrid -
- 1985 - Amsterdam -
- 1987 - Tokyo -
- 1989 - Parigi -
- 1991 - Il Cairo -
- 1993 - Firenze -
- 1995 - Pechino -
- 1997 - Istanbul -
- 1999 - Helsinki -
- 2001 - Seul -
- 2003 - Berlino -
- 2005 - Sydney -
- 2007 - Lisbona -
- 2009 - Durban -
- 2011 - Dublino -
- 2013 - Hong Kong -